# Natik Baguirov
Natik Nadirovich Baguirov –en bielorruso, Натик Надирович Багиров– (Bakú, 7 de septiembre de 1964) es un deportista bielorruso, de origen azerí, que compitió en judo.
Ganó dos medallas de bronce en el Campeonato Mundial de Judo entre los años 1995 y 1999, y dos medallas de bronce en el Campeonato Europeo de Judo entre los años 1995 y 1999.

## Palmarés internacional
| Campeonato Mundial | Campeonato Mundial       | Campeonato Mundial | Campeonato Mundial |
| Año                | Lugar                    | Medalla            | Categoría          |
| ------------------ | ------------------------ | ------------------ | ------------------ |
| 1995               | Chiba (Japón)            | Medalla de bronce  | –60 kg             |
| 1999               | Birmingham (Reino Unido) | Medalla de bronce  | –60 kg             |
| Campeonato Europeo |                          |                    |                    |
| Año                | Lugar                    | Medalla            | Categoría          |
| 1995               | Birmingham (Reino Unido) | Medalla de bronce  | –60 kg             |
| 1999               | Bratislava (Eslovaquia)  | Medalla de bronce  | –60 kg             |